# Ley de Colonias de 1868
La Ley de Colonias de 1868 fue una importante ley agrícola promulgada el 3 de junio de 1868, durante el reinado de Isabel II de España. Su objetivo era abordar diversas cuestiones agrícolas y mejorar la economía rural.

## Alcance e impacto
Si bien se denominó "Ley de Colonias Agrícolas", su alcance fue más amplio y sirvió como una ley protectora para la agricultura en general. Buscó rectificar varios problemas que estaban afectando al sector agrícola.

#### Beneficios Fiscales
La ley introdujo modificaciones y ventajas fiscales para aliviar la carga fiscal a la agricultura. Proporcionó exenciones fiscales y redujo la multiplicidad de impuestos que obstaculizaban la productividad agrícola.

#### Desarrollo agrícola
La legislación fue fundamental para transformar las tierras secas (secano) y mejorar el suelo agrícola. Fomentó la expansión de la población rural mediante la creación de pequeñas colonias agrícolas (casas de trabajo), incluso bajo acuerdos como arrendamientos y aparcería.

#### Implementación en el Bajo Segura
La ley se aplicó notablemente en la zona del Bajo Segura, contribuyendo significativamente a la creación de cultivos y la transformación de las tierras de secano.

#### Otros beneficios
La ley también ofrecía otras ventajas, como madera de propiedad estatal con descuento para la construcción, derechos para explotar canteras y uso de terrenos públicos para talleres, que eran importantes para la inversión en desarrollo agrícola.

## Efectos sociales y económicos
La ley tuvo un profundo impacto social y económico en las zonas rurales. Facilitó cambios en la propiedad, las prácticas agrícolas y mejoró las condiciones de vida de la población rural.

#### Proceso de Solicitud
El proceso para acogerse a los beneficios de la ley se detalló en su Artículo 26, donde los propietarios podían solicitar estos beneficios.

#### Exenciones e Incentivos
Se otorgaron exenciones específicas para la transformación de ciertos terrenos, con duraciones variables según el tipo de terreno. La ley también incluía incentivos para el establecimiento de asentamientos rurales y mejoras en los cultivos.

#### Servicios comunitarios
Para las colonias con más de 100 casas o edificios ubicados a más de 7 km de una ciudad, la ley disponía que los servicios religiosos, médicos, veterinarios y de educación primaria serían financiados por el estado durante diez años.